# Mount-Frankland-South-Nationalpark
Der Mount-Frankland-South-Nationalpark (englisch Mount Frankland South National Park) besitzt die Größe von 423 km² und liegt im Süden von Western Australia, Australien.
Der Park liegt etwa 5 km nördlich von Walpole und 330 km südlich von Perth. Zusammen mit den im Norden, Süden und Westen angrenzenden Mount-Frankland-, Walpole-Nornalup- und D’Entrecasteaux-Nationalpark ist er Teil der Walpole Wilderness Area. Der überwiegende Teil des Parks wurde ab 1890 forstwirtschaftlich genutzt, und der ursprüngliche alte Wald aus Jarrahbäumen wurde gerodet. Heute befinden sich im Park hauptsächlich Jungbestände.
Einige der wenigen großen, alten Exemplare des Karribaumes (Eucalyptus diversicolor) stehen in unmittelbarer Nähe zum Besucherzentrum Swarbrick, eine von drei Einrichtungen, die als Walpole Wilderness Discovery Centres den Besuchern die Geschichte und Bedeutung dieser Landschaft erklären. In der Nähe des South Western Highways 35 km nördlich von Walpole kann man in der Nähe der Fernhook Falls auf einem einfachen Campingplatz übernachten. Besonders im Winter fließt hier das Wasser des Deep Rivers in gewaltigen Stromschnellen über die Granitfelsen in die Rowel Pools.